# Mount Prestrud
Mount Prestrud ist ein über 2400 m hoher und felsiger Berggipfel in der antarktischen Ross Dependency. Im Königin-Maud-Gebirge ragt er im südwestlichen Teil des Massivs am Kopfende des Amundsen-Gletschers auf.
Der norwegische Polarforscher Roald Amundsen benannte im Zuge seiner Südpolexpedition (1910–1912) eine Reihe grob kartierter Gipfel in der Umgebung des hier beschriebenen Bergs. Dessen Namensgeber ist der Norweger Kristian Prestrud (1881–1927), ein Teilnehmer an Amundsens Expedition. Der United States Geological Survey kartierte ihn anhand eigener Vermessungen und Luftaufnahmen der United States Navy aus den Jahren von 1960 bis 1964.